# Institut de Projecció Exterior de la Cultura Catalana
L'Institut de Projecció Exterior de la Cultura Catalana (IPECC) és una entitat cultural i sense finalitat de lucre, sorgida el 1978 de l'àmbit de Projecció Exterior del Congrés de Cultura Catalana, que té com a objectiu fer conèixer, fora i dins del territori català, la cultura catalana i la promoció d'aquesta, facilitar l'enllaç entre els casals i les entitats catalanes i catalanòfiles de l'exterior, propugnar l'ensenyament del català a les universitats estrangeres, fomentar el coneixement dels fets transcendents i heroics de la nostra història, i impulsar l'organització de setmanes catalanes arreu del món. Atorga el premi Batista i Roca a les persones que s'han distingit en la difusió de la cultura catalana.

## Història de l'entitat[calcitació]
El Congrés de Cultura Catalana de l'any 1977 va marcar un abans i un després en la recuperació de la cultura popular i tradicional que havia restat obligadament reclosa i oprimida durant el període de dictadura franquista.
Enric Garriga i Trullols va ser el cap de l'àmbit de projecció exterior del Congrés, una secció que es va formar amb la idea de dibuixar un projecte sòlid per donar a conèixer la cultura catalana fora de les fronteres catalanes. El 1978, dissolt el Congrés, els membres que formaven part d'aquest àmbit van decidir continuar amb aquell projecte i crear una entitat per portar a terme les seves idees.
El 1979 es va fundar l'Institut de Projecció Exterior de la Cultura Catalana. El seu primer president va ser Fèlix Cucurull, succeït al càrrec per Maria Oleart i Font i posteriorment per Enric Garriga. L'acte anual que s'encarrega d'homenatjar els catalans i catalanòfils que hi ha arreu del món per la seva contribució a la difusió de la cultura catalana és el Premi Batista i Roca.
En aquesta comesa de projecció de la cultura catalana a l'exterior, l'Institut organitza actes i jornades arreu del món, especialment a Europa: "Una manera de deixar empremta en una localitat estrangera és a través dels monuments. N'hem fet construir tres en honor del violoncel·lista Pau Casals: a França, a Alemanya, i un altre a Rosario, a l'Argentina, de ferro en forma de piràmide, obra d'una escultora de Sabadell. Recentment se n'ha construït un altre a la Universitat Catòlica de Brussel·les, en memòria de l'escriptor Josep Carner i fou inaugurat pel president de la Generalitat, Jordi Pujol" (Enric Garriga Trullols).
En aquesta línia de treball, l'Institut convoca viatges culturals per recordar la història de Catalunya. “A Alemanya hem seguit les petjades del Príncep Jordi, que va ser governador de Barcelona i va ajudar els catalans a conquerir el 1705 la ciutat de Barcelona. Va morir en aquesta ciutat i va ser enterrat als Josepets de Gràcia, on no hi havia cap menció d'aquest fet històric. Avui s'ha aconseguit que una placa commemorativa col·locada per l'IPECC recordi l'ajuda rebuda d'aquest alemany. També hem seguit el viatge dels exiliats catalans del 1714 a Alemanya i Àustria. A Viena hi ha les tombes de molts catalans exiliats. A Budapest hem recordat la contribució dels catalans en la conquesta de la ciutat als turcs. Si bé durant molts anys una placa recordava que els espanyols havien lluitat
per reconquerir Buda, l'Institut ha volgut que es fes justícia amb la història; els qui van ajudar a reconquerir Buda, varen ser els catalans. Els actes que van fer l'Onze de setembre de 2002 a l'Ajuntament de Buda i a la Muralla on hi ha la placa commemorativa, foren en català”.
Finalment, l'Institut explica la història de Catalunya amb accions dins i fora de Catalunya. A Nàpols, Còrsega, Sicília, Sardenya, Grècia i Croàcia (que van ser territoris integrats dins la Corona Catalana) s'hi ha realitzat actes diversos.
També es commemoren els fets de Prats de Molló, la victòria d'Arbúcies, la victòria del Bruc contra les tropes napoleòniques o fets més tristos com la caiguda de Barcelona l'11 de setembre de 1714. Com totes les accions de l'Institut la gran lluita és revaloritzar i donar a conèixer la història i la realitat cultural i lingüística d'una nació poc reconeguda però amb arrels profundes, culturals i històriques.

## Premis Josep Maria Batista i Roca - Memorial Enric Garriga Trullols
Aquests premis són un guardó d'atorgament anual instituït i convocat per l'IPECCt per reconèixer la tasca que duen a terme els catalans i catalanòfils de fora per mantenir la presència catalana en el món i augmentar el coneixement dels Països Catalans i la cultura catalana a l'exterior.